# Député européen
Ne doit pas être confondu avec Représentants des parlements des États membres du Conseil de l'Europe.
Un député européen est un député élu au Parlement européen. Les députés européens sont des équivalents européens des députés nationaux. Pour les désigner, on peut aussi parler d'eurodéputé, de MPE (membre du Parlement européen), ou encore de représentant au Parlement européen. Le mandat des députés européens est de cinq ans.  Les députés sont élus au suffrage universel direct, à la proportionnelle plurinominale.

## Historique de la fonction

### De 1958 à 1979: délégation de députés nationaux
Pour les premières réunions du Parlement (1958 à 1979), les députés sont d'abord désignés par les États membres et forment des délégations nationales.

### Depuis 1979: député européen indépendant
La première élection directe a eu lieu en juin 1979, 410 députés sont élus dans les neuf États membres. Lors de l'élargissement de l'Union européenne du 1er mai 2004 à 25 États membres, le nombre des eurodéputés est porté temporairement à 788. Cependant, depuis les élections de 2004, ce nombre est ramené à 732 députés. Le traité de Nice fixe ce nombre à 736, le traité de Lisbonne à 750, non compris le président. Toutefois, ce dernier traité n'ayant pas été ratifié à temps, le Conseil européen décide que 766 députés seraient élus à partir de la ratification définitive de ce traité (2010-2014). Ils sont 751 pendant la huitième législature (2014-2019) et répartis selon la population résidant au sein des États de l'Union européenne et non selon le nombre de citoyens. Avec la Retrait du Royaume-Uni de l'Union européenne, leur nombre devrait être ramené à 705, avec une nouvelle répartition des sièges par pays.

## Fonctions
En dehors des groupes politiques, les députés isolés ont d'autres droits et pouvoirs dans le Parlement :
- le droit de proposer des résolutions ;
- le droit de poser des questions au président du Parlement et aux membres du Conseil européen, du Conseil de l'UE et de la Commission européenne ;
- le droit de proposer un amendement à n'importe quel texte en comité ;
- le droit de justifier leur vote ;
- le droit de présenter une motion de procédure ;
- le droit de contester sous forme de question préalable.

## Organisation du travail
En principe, être un député est un travail à temps complet. Une semaine chaque mois est normalement passée aux sessions plénières du Parlement à Strasbourg, durant deux semaines dans des commissions, groupes ou des intergroupes parlementaires à Bruxelles, et la semaine restante dans leur circonscription ou pays d'élection.

### Sessions plénières et mini-plénières

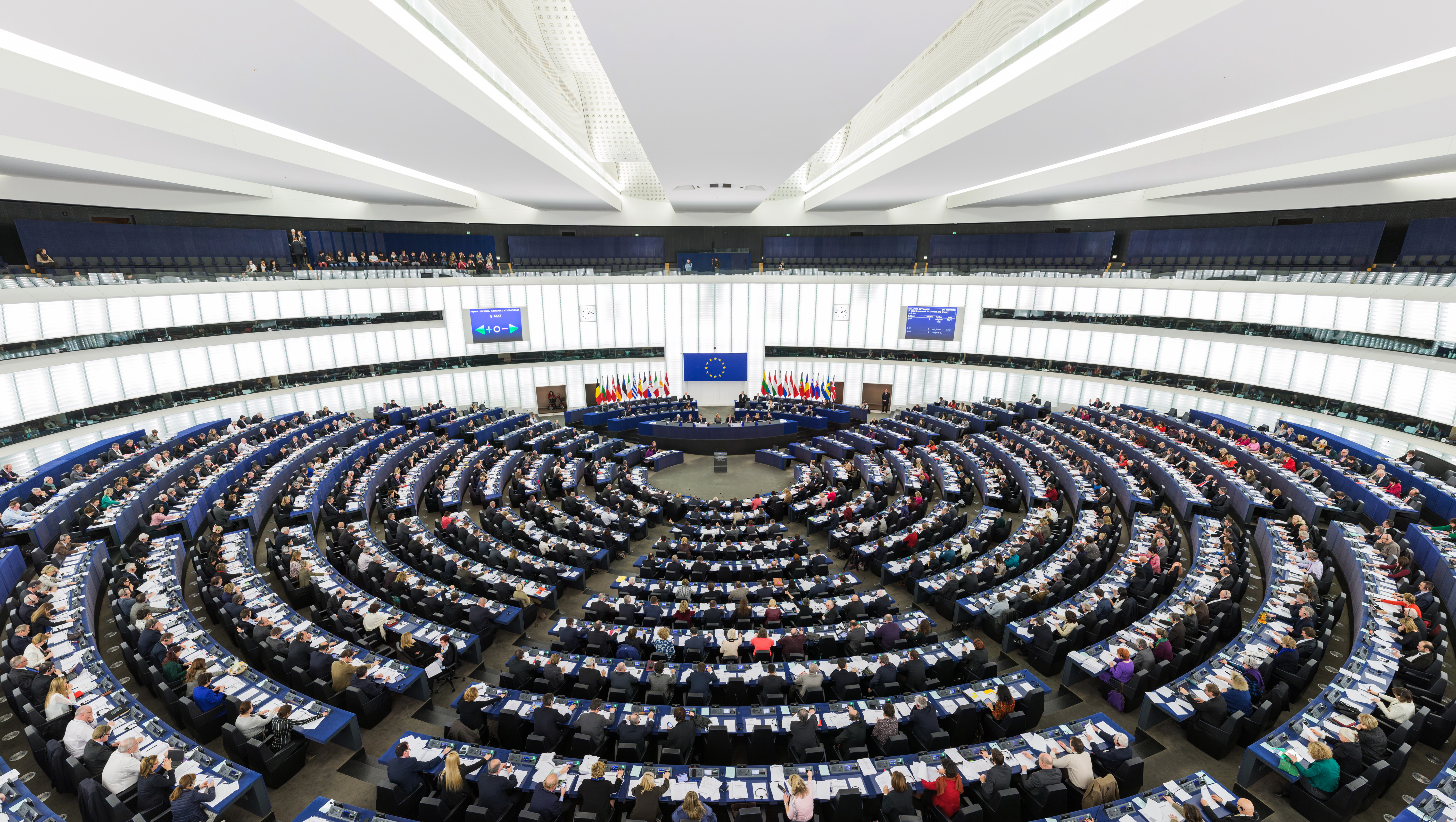
Hémicycle du Parlement européen à Strasbourg en 2014.

### Semaines en circonscription
Les députés passent du temps dans leur circonscription pour rencontrer leurs habitants. Le problème d'avoir à voyager fréquemment entre le parlement et les sections locales du parti est familier à la plupart des députés nationaux, pour les eurodéputés le problème n'est pas différent. 
Les affaires parlementaires ne laissent aux eurodéputés que peu de jours chaque semaine à passer dans leur circonscription. Durant ce temps, ils vont s'occuper des organisations locales, des politiciens locaux et nationaux, des affaires, des syndicats. En raison de tout ce travail, les eurodéputés disposent d'une équipe de collaborateurs  pour les aider (cf. assistant parlementaire). Chaque député a un budget prévu à cet effet (21 209 euros par mois en 2012).
Certains députés choisissent d'établir leur domicile familial à Bruxelles ou à Strasbourg plutôt que dans leur propre pays, afin d'éviter d'avoir des contraintes familiales en plus des autres contraintes pour le peu de temps que les députés passent dans leur circonscription.

### Regroupement des députés
Virtuellement tous les députés sont membres des groupes politiques trans-nationaux, organisés en fonction des affinités politiques ou non. Par exemple, les députés du Parti socialiste français font partie du Parti socialiste européen, et ceux de Les Républicains sont membres du Parti populaire européen.
Cependant, il existe des différences considérables entre cette structure de groupe et la structure des partis de la plupart des parlements nationaux. Les règles de ces parlements prévoient qu'aucun membre ne peut recevoir un mandat de vote obligatoire. Il en découle que la discipline de groupe est bien moins stricte au Parlement européen qu'au sein de la plupart des partis politiques « nationaux », car les délégations nationales ou les individus votent parfois contre la ligne du groupe sur des sujets particuliers. De plus, la position prise par un groupe sur un sujet quelconque est déterminée par concertation (discussion) à l'intérieur du groupe, elle n'est pas imposée par un meneur. Les députés peuvent donc agir avec bien plus de recul qu'ils n'en ont habituellement et ont ainsi une influence considérable sur le développement de la politique au Parlement.

### Média
Parce que les députés européens siègent dans un Parlement dont les médias parlent peu, leur notoriété publique dans leur propre pays est généralement moindre que celle des parlementaires nationaux.

## Statut du parlementaire

### Indépendance
Le statut de l'indépendance est un statut important des Parlementaires. Cela est prévu à l'article 2 du règlement intérieur du Parlement européen qui dispose :

« Article 2. Indépendance du mandat
Les députés au Parlement européen exercent leur mandat de façon indépendante. Ils ne peuvent être liés par des instructions ni recevoir de mandat impératif. »

— Article 2 du règlement intérieur du Parlement européen
Cette indépendance s'exprime de deux manières :
- interdiction du mandat impératif (la capacité d'un parti à confier un mandat au Parlementaire et la capacité à le retirer) ;
- incompatibilités avec des activités publiques ou privés.

#### Interdiction du mandat impératif
L'interdiction du mandat impératif, prévue à l'article 2 du règlement intérieur, permet aux Parlementaires d'agir librement.
Ce type de mandat a été un problème lors de premières élections européennes car certains partis politiques nationaux imposait certaines limites à la durée du mandat de leurs membres. En France, par exemple, certains candidats gaullistes du RPR avaient signé la « Charte des 81 » dans laquelle ils s'engageaient à suivre la technique dites du « tourniquet ». Selon cette technique ils étaient censés siéger un an puis démissionner pour laisser au colistier suivant la possibilité de siéger à son tour une année. Le but étant d’empêcher les élus gaullistes de devenir, par socialisation, pro-européens. Ce type de pratique est dorénavant interdite car contraire au principe d'indépendance et au principe de démocratie,.

#### Incompatibilités avec des activités publiques et privées
Selon l'article 3(2) du règlement intérieur du Parlement, les députés doivent déclarer par écrit qu'ils n'exercent pas de fonctions incompatibles avec celle de député telles que prévues par l'article 7 de l'Acte portant élection des membres du Parlement européen au suffrage universel direct (aussi appelé « Acte du 20 septembre 1976 »). Cet article 7 (1) et (2) de l'Acte dispose :

« 1. La qualité de membre du Parlement européen est incompatible avec celle de : 

– membre du gouvernement d'un État membre, 

– membre de la Commission des Communautés européennes, 

– juge, avocat général ou greffier de la Cour de justice des Communautés européennes ou du Tribunal de première instance, 

– membre du directoire de la Banque centrale européenne,

– membre de la Cour des comptes des Communautés européennes,

– médiateur des Communautés européennes,

– membre du Comité économique et social de la Communauté européenne et de la Communauté européenne de l'énergie atomique, 

– membre du Comité des régions,

– membre de comités ou organismes créés en vertu ou en application des traités instituant la Communauté européenne et la Communauté européenne de l'énergie atomique en vue de l'administration de fonds communautaires ou d'une tâche permanente et directe de gestion administrative, 

– membre du conseil d'administration, du comité de direction ou employé de la Banque européenne d'investissement, 

– fonctionnaire ou agent en activité des institutions des Communautés européennes ou des organes ou organismes qui leur sont rattachés ou de la Banque centrale européenne.

2. À partir de l'élection au Parlement européen en 2004, la qualité de membre du Parlement européen est incompatible avec celle de membre d'un parlement national. Par dérogation à cette règle et sans préjudice des dispositions du paragraphe 3 :

– les membres du Parlement national irlandais élus au Parlement européen lors d'un scrutin ultérieur peuvent exercer concurremment les deux mandats jusqu'à la prochaine élection pour le Parlement national irlandais, moment auquel le premier alinéa du présent paragraphe est d'application,

– les membres du Parlement national du Royaume-Uni qui sont aussi membres du Parlement européen pendant la période quinquennale précédant l'élection au Parlement européen en 2004 peuvent exercer concurremment les deux mandats jusqu'à l'élection de 2009 pour le Parlement européen, moment auquel le premier alinéa du présent paragraphe est d'application. »

— Article 7(1) et (2) de l'Acte portant élection des membres du Parlement européen au suffrage universel direct
Si toutefois le président du Parlement fournit à ses membres des informations indiquant qu'un député exerce une fonction incompatible avec celle de membre du Parlement, le Parlement constate la vacance. En plus de ces incompatibilités, chaque État membre peut adopter d'autres incompatibilités sur la base de l'article 7(3) de.
Ces incompatibilités additionnelles prévues par l'article 7(3) de l'acte du 20 septembre 1976 peuvent notamment être privée car aucun texte n'interdit le cumul. Cela est dû aux différences culturelles des États sur ce point puisque certains interdisent le cumul avec une activité privée, d'autres non. Au niveau européen, les députés ne sont pas obligés d'indiquer leurs activités privées mais ils peuvent les enregistrer volontairement dans un registre tenu par le Parlement et consultable par le public.

### Immunités
D'après le protocole sur les privilèges et les immunités de l'Union européenne, les eurodéputés sont protégés de la même manière que les députés de la nation pour laquelle ils siègent. Dans les autres États membres, les eurodéputés bénéficient d'une immunité vis-à-vis de la détention et de procédures légales, excepté s'ils sont pris sur le fait. Cette immunité peut-être levée par « recours » auprès du Parlement européen de la part des autorités du pays en question. Un  tel recours est ensuite analysé par l'une des commissions parlementaires du Parlement européen.

### Statut financier
Les eurodéputés ne touchent pas un salaire, mais une indemnité prélevée sur le budget du Parlement européen.

#### Anciennes méthodes d'indemnisation
Les eurodéputés touchaient auparavant une indemnité identique à celle des députés nationaux du pays dans lequel ils étaient élus. En conséquence, des eurodéputés de pays différents n'avaient pas le même niveau d'indemnité. 

#### Évolutions
En 2004, les députés élus en Italie touchaient 11 779 euros, quand les eurodéputés élus en Espagne touchaient moins du quart, avec 2 540 euros. Avec l'élargissement, les écarts sont encore plus prononcés (760 euros mensuels pour les députés hongrois).
Depuis les législatives européennes de 2009, tous les eurodéputés de l'Union européenne touchent la même indemnité, qui est fixée à 7 665 € brut soit 5 963 € net, plus 4 202 € d'indemnité de frais généraux et une indemnité journalière de subsistance de 298 € ainsi que le remboursement de leurs frais de voyage.
En 2011, la rémunération mensuelle des députés est de 7 956,87 € brut, soit  6 200,72 € net. L'indemnité de frais généraux est de 4 299 € par mois et l'indemnité journalière de subsistance de 304 € par jour de présence.
En 2016, le traitement mensuel est de 8 484,05 € brut, soit  6 611,47 € ; les frais généraux sont plafonnés à 4 342 €.
Depuis le 1er juillet 2021, le traitement mensuel d’un député européen s’élève à 9 166,30 € brut par mois, soit 7 145,04 € après déduction de l'impôt européen et de la cotisation d'assurance accidents. Ce traitement peut aussi faire l'objet d'une imposition dans les états membres. Les frais généraux sont plafonnés à 4 778 € par mois.

#### Critiques
Des commentateurs dans plusieurs États membres (en particulier le Danemark, la Suède et le Royaume-Uni) ont souvent accusé les députés européens de tirer profit des frais pour leurs avantages personnels. Ces critiques sont focalisées sur deux aspects :
- les montants des frais remboursés  et
- la manière dont ils sont payés.

En ce qui concerne le montant total des prestations, selon les règles de procédure du Parlement, les députés européens reçoivent des indemnités à peu près équivalentes à celles payées aux membres du parlement britannique. Comme pour 2002 :
- Les députés européens britanniques ont reçu une indemnité pour leurs voyages dans leur circonscription électorale, mais pas les députés européens, bien que leur circonscription soit plus grande.
- Une somme forfaitaire d’un peu moins de 19 500 £, a été payée aux députés européens britanniques pour leurs frais au siège du parlement, quel que soit le temps qu’ils y ont réellement passé. Les députés européens ont reçu £150 par jour de présence et devaient prouver leur présence par une signature.
- Les dépenses des députés et des députés européens pour les trajets entre leur circonscription et le parlement ont été payées. Contrairement à une rumeur répandue, une facture « classe économique » a été remboursée aux députés, et pas une première classe, plus une indemnité par kilomètre pour le trajet de leur résidence jusqu’à l’aéroport. Seulement un voyage par semaine était accordé.
- Des billets de train première classe pour Westminster ont été donnés aux députés britanniques pour leurs épouse et enfants jusqu’à trente fois par an. Les députés européens n’ont pas eu ce privilège.
- Les députés britanniques ont reçu deux billets aller-retour par an pour chaque parlement européen ou le Parlement européen lui-même. Pas les députés européens.
- Les députés britanniques ont eu droit à des dépenses de transport illimitées à travers le Royaume-Uni pour les affaires parlementaires. Les députés européens ont eu droit à des indemnités similaires, mais cette fois limitées à £2 170 par an plus des extras s’ils avaient besoin de rentrer chez eux en milieu de semaine.
- Les députés britanniques et les députés européens ont tous les deux reçu des indemnités pour leur bureau. Les députés européens ont reçu 44 % plus que les députés, mais cela incluait les frais postaux et tous les équipements, tandis que les députés étaient exonérés de frais postaux et avaient des ordinateurs gratuits.
- Les députés britanniques et les députés européens ont tous les deux reçu des allocations pour l’embauche d’assistants. Les députés européens ont reçu 30 % plus que les députés, mais leurs équipes sont typiquement plus grandes, et cette somme devait couvrir les pensions, les remplacements temporaires pour arrêt maladie, les indemnités de licenciement à la fin des mandats, les voyages des assistants, les assurances, la gestion et les responsabilités patronales. Ces dernières étaient fournies gratuitement aux députés.
- À la fin de leur mandat, les députés britanniques reçoivent quatre mois d’indemnités de bureau, lorsque les députés européens en reçoivent trois.

Quant à la manière dont ils sont payés, des plaintes sont souvent levées au sujet des voyages aériens des eurodéputés entre Strasbourg, Bruxelles et leur pays d'origine, remboursés sensiblement plus que le prix réel du vol.
Un autre problème est le fait que les comptes des députés européens sont souvent vérifiés sur la base de contrôles à l’improviste, et non un contrôle systématique. Sentant que cela est insuffisant, certains membres soumettent volontairement leurs comptes à un contrôle annuel complet et indépendant.

## Profils des parlementaires européens
Plusieurs études ont été réalisées au sujet des profils des députés européens et leurs évolutions. La mise en perspective des derniers résultats obtenus avec ceux d’études sur des législatures antérieures met en exergue certaines transformations depuis la première élection au suffrage universelle en 1979. Ainsi, le mandat européen se stabilise et se présente, pour une fraction croissante d’élus, comme une voie d’accès à la profession politique. Plus qu’un espace pour des élus en fin de carrière venus chercher un dernier mandat, le Parlement européen devient un espace de professionnalisation politique pour une élite politique toujours plus internationalisée et féminisée.

### Une moyenne d'âge ordinaire
L’étude des profils des députés européens des sixième (2004-2009) et septième (2009-2014) législature fait apparaître que la moyenne d'âge au sein du Parlement européen est comparable à celle qu'on rencontre dans les parlements nationaux : 51,2 ans en moyenne au moment de leur élection. La moitié des parlementaires européens a un âge compris entre 44 et 59 ans. C’est dans ces limites que se situent les âges moyens observés selon le pays d’origine : de 44,6 ans en Bulgarie à 57,3 ans en Estonie et à Chypre. Les élus issus des douze pays entrés dans l’Union européenne en 2004 et 2007 sont un peu plus jeunes que ceux des quinze autres (49,2 ans contre 51,9 ans en moyenne). 
Les différences entre selon les groupes politiques sont minimes. Lors de la septième législature (2009-2014), le groupe de la Gauche unitaire européenne/Gauche verte nordique (GUE) est celui dont la moyenne d'âge est la plus élevée (54,1 ans), celui des Verts est le plus jeune (48,8 ans).
Plusieurs députés européens français ont moins de 40 ans dans la mandature 2009-2014 : Karima Delli, Damien Abad, Estelle Grelier, Christophe Béchu. Huit d'entre eux, soit 10,25 %, ont entre 40 et 50 ans. Trente-six, soit 46,15 %, ont entre 50 et 60 ans. Trente-quatre, soit 43,6 %, ont plus de 60 ans dont six, soit 7,7 % ont plus de 70 ans. 
Pour la mandature 2014-2019, Jean-Marie Le Pen, âgé de 86 ans au 20 juin 2014, est le doyen. Le plus jeune étant Andrey Novakov, élu du GERB bulgare, âgé de 25 ans au moment de son élection en 2014.

### Une progressive féminisation
Plus importante qu’au sein de la plupart des parlements nationaux (25,37 % en moyenne dans les pays de l’Union européenne), la proportion de femmes élues au Parlement européen a doublé entre la première législature et les trois dernières : 16 % en 1979, 30 % en 1999, 31 % en 2004, 35 % en 2009.
Les variations sont très visibles entre les pays. Pour la septième législature, seules les délégations suédoise et finlandaise rassemblent plus de femmes que d’hommes (respectivement 55,6 % et 61,5 %). À l’inverse, on compte moins d’une femme sur cinq au Luxembourg et en République tchèque et aucune parmi les cinq représentants de Malte. Dans l’ensemble, les élus issus des pays des élargissements de 2004 et 2007 sont moins féminisés que ceux des quinze autres (28 % contre 37 %).
La différence existe aussi selon la couleur politique des formations politiques. Par exemple pour le Royaume-Uni, 10 des 28 représentants du Parti travailliste britannique sont des femmes contre 3 sur 38 pour le Parti conservateur.

### Niveau et type de diplôme, professions d'origine
L'étude des profils des eurodéputés des sixième et septième législature a permis de constater que les origines professionnelles des élus du Parlement européen sont assez comparables à celles des autres personnalités politiques. Les députés européens sont généralement issus de catégories socioprofessionnelles supérieures. Environ un tiers d'entre eux sont des professeurs, scientifiques, ou encore des professionnels de l'information, de la communication et du spectacle (des journalistes notamment). Dix pour cent des eurodéputés sont considérés comme des professionnels de la politique, dans le sens où ils n'ont jamais exercé une activité professionnelle dans un autre domaine. Il s'agit généralement de jeunes élus qui ont occupé auparavant des fonctions de collaborateurs d'élu ou de responsable politique au sein d'un parti. Les ouvriers représentent 4 % des parlementaires européens, les agriculteurs environ 2,4 %. 
Le niveau de diplôme, particulièrement élevé, confirme le profil à fort capital culturel d’une part importante des eurodéputés : sept sur dix ont réalisé des études supérieures (pour l'Assemblée nationale, le taux est de huit sur dix environ) et près d'un quart ont un doctorat. Les parlementaires sont plus fréquemment diplômés en lettres et sciences humaines (26,5 %) et en droit (23,5 %). Aussi, les députés européens présentent de plus en plus un cursus universitaire européen. Ainsi, 17 % d'entre eux ont obtenu un diplôme universitaire dans un pays différent du leur. Le taux est plus important dans les pays des élargissements de 2004 et 2007 (28,5 % contre 12,5 % pour les élus issus des autres pays).

### Renouvellement et expérience politique des eurodéputés
Avec un taux de 50 % de nouveaux entrants pour la septième législature, le Parlement européen a un taux de renouvellement particulièrement élevé, notamment lorsqu'on compare avec les parlements nationaux (40 % pour l'Assemblée nationale française, entre 25 et 30 % pour le Bundestag, etc.).
Toutefois, les députés européens ont tendance à démissionner moins fréquemment avec le temps et inscrivent leur carrière européenne davantage dans la durée. La moitié des eurodéputés de la septième législature ont déjà exercé un mandat européen : 28 % des députés effectuent un deuxième mandat, 10,5 % un troisième et 10 % au moins un quatrième. En 2009, 14 d'entre eux avaient été élus lors de la première élection en 1979, dont le Français Francis Wurtz.
Environ un tiers des eurodéputés de la septième législature ont auparavant eu un mandat dans un parlement national, et plus de 10 % ont une expérience ministérielle à un niveau national. Parmi les 177 députés avec une telle expérience élus en 1999, six étaient Premiers ministres et trois anciens membres de la Commission européenne. Beaucoup d'autres députés ont eu des responsabilités au niveau régional.
Si dans les années 1980 beaucoup d’eurodéputés se caractérisent par une forte expérience politique nationale, dans les années 1990 et 2000, nombreux sont ceux pour qui le Parlement européen représente un accès à la profession politique : le mandat européen est souvent un premier mandat d'importance après un mandat local ou un tout premier mandat (35 % pour les sixième et septième législatures).

## Sources